# Zoljani
Zoljani su naselje u Brodsko-posavskoj županiji u sastavu općine Oprisavci.

## Zemljopis
Zoljani se nalaze istočno od Oprisavci, susjedna naselja su Svilaj na jugozapadu, Stružani na sjeverozapadu, te Prnjavor i Kupina na istoku.

## Stanovništvo
Prema popisu stanovništva iz 2011. godine Zoljani su imali 33 stanovnika. 
| broj stanovnika | 65    | 49    | 77    | 76    | 65    | 74    | 65    | 73    | 78    | 78    | 74    | 67    | 67    | 53    | 44    | 33    | 20    |
|                 | 1857. | 1869. | 1880. | 1890. | 1900. | 1910. | 1921. | 1931. | 1948. | 1953. | 1961. | 1971. | 1981. | 1991. | 2001. | 2011. | 2021. |